# Andrzej Pilch (historyk)
Andrzej Pilch (ur. 5 sierpnia 1926 w Ustroniu, zm. 10 listopada 2011 w Krakowie) – polski historyk, prof. dr. hab. Uniwersytetu Jagiellońskiego, znawca historii Polski w XVIII-XX wieku.

## Życiorys
Był synem Andrzeja i Anny z Kolarczyków. W 1945, z uwagi na trudną sytuację rodziny podjął pracę urzędnika w Urzędzie Gminnym w Ustroniu. W 1949 zdał egzamin dojrzałości i w tym samym roku podjął studia historyczne na Wydziale Humanistycznym Uniwersytetu Jagiellońskiego. Już w trakcie studiów, od października 1951 prowadził zajęcia w Akademii Górniczo-Hutniczej. W 1954 ukończył studia, dwa lata później został adiunktem w Katedrze Historii Polski XVIII-XX wieku na Uniwersytecie Jagiellońskim. Od 1962 rozpoczął współpracę z redakcją Polskiego Słownika Biograficznego, gdzie pełnił funkcję członka komitetu redakcyjnego oraz przez dziewięć lat zajmował stanowisko redaktora działu społecznohistorycznego XIX i XX wieku (od 1978 był członkiem rady naukowej). Tytuł doktora nauk uzyskał w 1962, w lipcu 1968 otrzymał stanowisko docenta i został prodziekanem Wydziału Filozoficzno-Historycznego. W 1970 nastąpił podział Katedry i Andrzej Pilch przeszedł do Zakładu Historii Najnowszej Polski. W tym samym roku wszedł w skład Komisji Struktur i Ruchów Społecznych Komitetu Nauk Historycznych Polskiej Akademii Nauk i pełnił tę funkcję do 1984. Dwa lata później obronił rozprawę habilitacyjną (Studencki ruch polityczny w Polsce w latach 1932–1939) i został wicedyrektorem Instytutu Historii. W 1973 zorganizował i przez trzy lata prowadził Pracownię Historyczną Polonijnego Ośrodka Naukowo-Dydaktycznego Uniwersytetu Jagiellońskiego, w tym samym roku został członkiem Komitetu Badań Polonii. Po uzyskaniu tytułu profesora nadzwyczajnego w 1978 zakończył pracę w Instytucie Historii i został prorektorem do spraw dydaktyczno-wychowawczych, pełnił tę funkcję do 1981, a następnie przez trzy lata kierował Studium Podyplomowym w Instytucie Historii. W 1979 został wiceprezesem krakowskiego oddziału Towarzystwa Łączności z Polonią Zagraniczną i pełnił tę funkcję przez jedenaście lat. Od 1980 przez dziesięć lat był radnym Rady Narodowej Miasta Krakowa, od 1988 przez dwa lata wchodził w skład Prezydium Rady oraz przewodniczył Komisji Kultury i Oświaty. W październiku 1981 powołany przez Plenum Komitetu Centralnego PZPR w skład Zespołu dla przygotowania naukowej syntezy dziejów polskiego ruchu robotniczego. Autor haseł w Słowniku biograficznym działaczy polskiego ruchu robotniczego. Od 1984 do 1987 działał w Komisji Historii Najnowszej Zarządu Głównego Polskiego Towarzystwa Historycznego. W 1989 uzyskał tytuł profesora zwyczajnego, trzy lata później nawiązał współpracę z Komisją Środkowoeuropejską Polskiej Akademii Umiejętności. Od października 1995 przez rok kierował Zakładem Historii Najnowszej Polski w Instytucie Historii, a następnie przeszedł na emeryturę pozostając aktywny naukowo.
Pochowany 17 listopada 2011 na cmentarzu ewangelickim w Ustroniu.

## Odznaczenia
W uznaniu zasług był wielokrotnie nagradzany i wyróżniany, uhonorowano go m.in. Złotym Krzyżem Zasługi (1972), Medalem Komisji Edukacji Narodowej (1976), Krzyżem Kawalerskim Orderu Odrodzenia Polski (1978).